# مرفق اختبار وايت ساندز
مرفق اختبار وايت ساندز (بالإنجليزية: White Sands Test Facility)‏ هو مرفق حكومي أمريكي لاختبار محركات الصواريخ وتقييم المواد التي قد تكون خطرة، مُركبَّات الرحلات الفضائية، واختبار أنظمة الدفع الصاروخية. يتواجد هذا المرفق في وايت ساند بنيومكسيكو.